# 埃格拉火山
埃格拉火山（羅馬化：Eggella）是俄羅斯的火山，位於中部山脈南部以西，處於堪察加州和堪察加州接壤的邊界，海拔高度1,046米，最近一次爆發在全新世。